# Happening
En happening er en optræden, begivenhed eller en situation, der skal opfattes som kunst. Begrebet blev udbredt fra slutningen af 1950'erne. Allan Kaprow var nok den første til at lave en happening, det skete i foråret 1957 ved en picnic på George Segals gård. En happening kan foregå hvor som helst og er som regel planlagt, selv om elementer af improvisation kan forekomme.
En happening bruges i dag også om en practical joke.
| Kunst | Spire Denne artikel om kunst er en spire som bør udbygges. Du er velkommen til at hjælpe Wikipedia ved at udvide den. |